# Терр-е-Маре
Терр-е-Маре (фр. Terre-et-Marais) — муніципалітет у Франції, у регіоні Нижня Нормандія, департамент Манш. Терр-е-Маре утворено 1 січня 2016 року шляхом злиття муніципалітетів Сентені i Сен-Жорж-де-Боон. Адміністративним центром муніципалітету є Сентені. Населення — 1304 особи (01.01.2021).